# 草漯
草漯，是臺灣桃園市觀音區的一個傳統地域名稱，位於該區東北部。相較於今日行政區，其範圍大致包括草漯里、保障里不含東北端、草新里、富林里東北端。

## 歷史

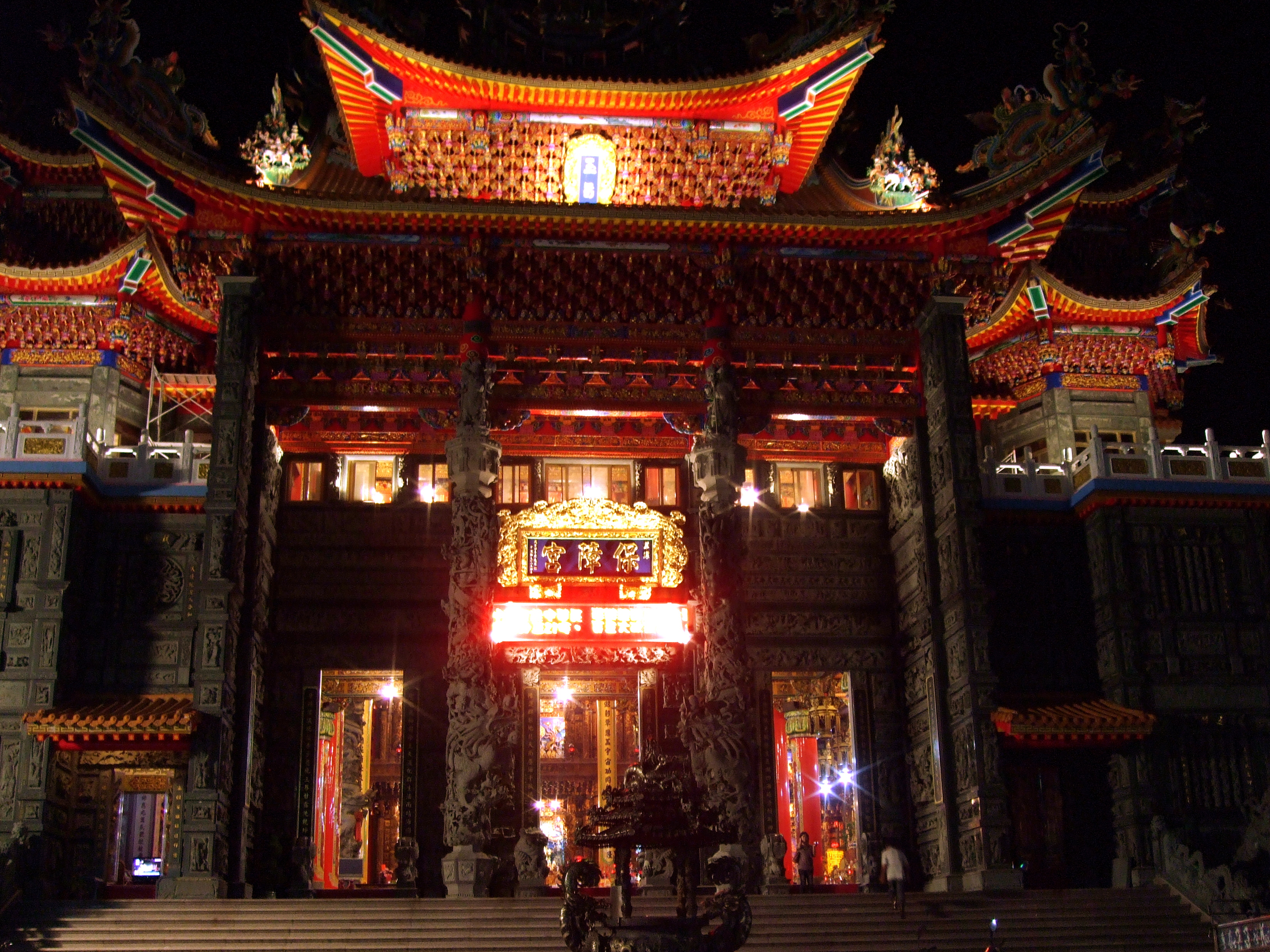
草漯保障宮為當地信仰中心

台灣清治末期至日治初期，草漯地區為一街庄，稱為「草漯庄」，隸屬於竹北二堡。該庄北臨台灣海峽，東與許厝港庄為鄰，東南與塔仔腳庄為鄰，南邊為新坡庄，西南邊及西邊為樹林仔庄。
1901年（日治明治三十四年）11月，全台廢縣廳改設二十廳，該庄隸屬於桃仔園廳。1903年（明治三十六年），改名桃園廳。1909年（明治四十二年）10月，合併二十廳為十二廳，該庄隸屬不變。1920年（大正九年），廢十二廳改設五州二廳，該庄改制為「草漯」大字，隸屬於新竹州中壢郡觀音庄。
戰後觀音庄改制為觀音鄉，隸屬於新竹縣，大字亦改制為村。1950年桃、竹、苗分治，觀音鄉改隸屬於桃園縣。2014年12月，桃園縣升格為直轄桃園市，觀音鄉改制為觀音區，村亦改制為里。

## 聚落
本地區發展較早的聚落為草漯、崙後、大崙尾等，在日治期初期的官方地圖上已有記載。此外，本地區尚有大湖、二湖等聚落。

## 交通
- 省道台15線（大觀路一段～二段）是關渡至香山的傳統北台灣西部海岸平面幹道，大致以東北東—西南西走向轉東北—西南走向經過草漯地區南部。由該道路向東北東可前往大園、坑子口、大南灣、八里等地，向西南可前往觀音市區、崁頭厝、紅毛港、樹林子（坑子口地區北部）、貓兒錠、舊港等地。其中大觀路一段（保障宮）至二段，於尖峰時段時常有違規汽車佔用馬路，使得雙向兩線道變成雙向一線道的情況發生。

- 省道台61線又稱「西部濱海快速公路」，是八里至安南的快速公路，大致以東北東—西南西走向蜿蜒經過本地區北部近海岸地帶，在境內的區道桃35線交會口設有草漯交流道。由該道路向東北東可前往大園、林口、八里等地，向西南西可前往觀音、永安。

- 區道桃35線（忠孝路、大觀路二段、新生路）是草漯海邊至新坡的道路，也是草漯往南及北北西方向的連外道路，其北側端點位於本地區西北部海岸道路路口。由此向南經省道台61線高架橋下後不久轉南南東再轉東南，至省道台15線轉向西南與其共線一小段路後，轉南南東再轉南，出邊界後不久轉西南可前往新坡聚落並止於中山路二段（原市道112號）路口。

- 區道桃35-1線（福山路）是草漯至崙坪的道路，也是草漯往南南東方向的連外道路，其北側端點位於草漯聚落東南側的區道桃35線路口。由此向東南轉南南東出境後，可前往山仔頂、忠愛莊並止於市道112號路口。

- 區道桃40-1線（塔腳路）是草漯至塔腳的道路，也是草漯往東的連外道路，其西側端點位於草漯聚落東北側的省道台15線路口。由此向東南轉東出境後可前往塔子腳，隨後再轉東南可前往曲潭橋旁並止於區道桃40線路口。

- 區道桃31線是許厝港至草漯的道路，也是草漯往東北方向的連外道路，其西南側端點位於草漯聚落北側的區道桃35線路口。由此向東北蜿蜒而行，出境後可前往海墘、許厝港並止於區道桃30線路口。

## 學校
- 草漯國中
- 草漯國小

## 產業
- 觀音工業區（小部分）

## 都市計畫

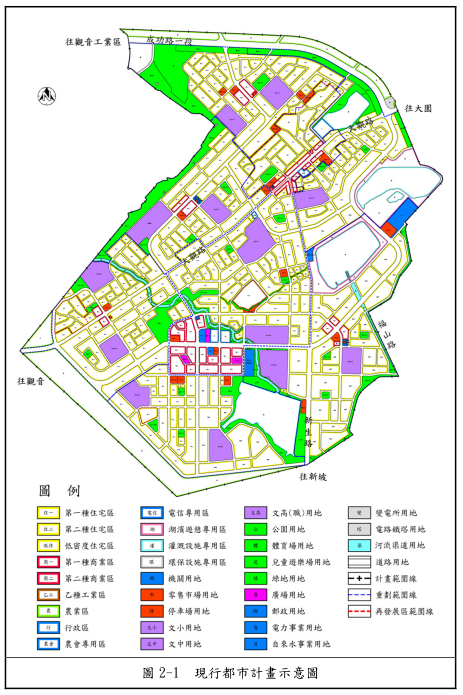
觀音草漯地區都市計畫區土地使用分區

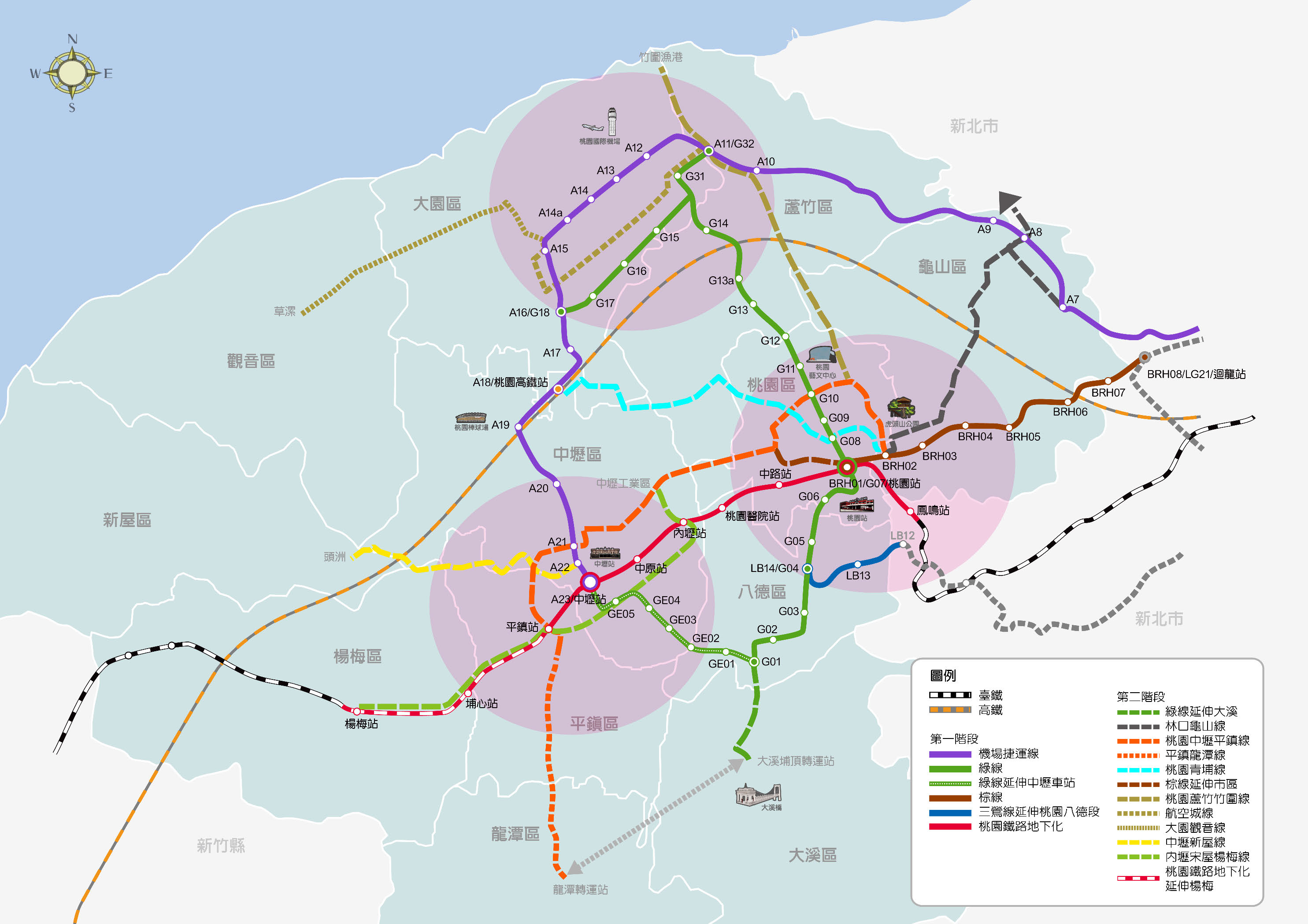
桃園捷運路網2.0

觀音草漯地區都市計畫區是配合觀音工業區而開發，提供工業區從業人員就近居住，計畫面積共計504.00公頃，定位為田園城市，計畫人口為63,000人。桃42線月桃路拓寬工程規劃拓寬月桃路全線，起自觀音區廣大路至中壢區領航北路，全長約5.7公里，使草漯到青埔距離僅六公里。桃園捷運輕軌系統大園觀音線草漯支線，規劃為：桃園機場捷運A15大園站－客運園區－草漯，將草漯重劃區與桃園航空城串連起來。